# Atlant-Sojuz
L'Atlant-Soyuz conosciuta anche come Aviakompanija Moskva era una compagnia aerea russa con la base tecnica ed il hub principale all'Aeroporto di Mosca-Vnukovo, nell'Oblast' di Mosca nella Russia europea.

## Gestione
La compagnia era di proprietà del governo di Mosca.

## Storia
L'Atlant-Sojuz nasce nel 1993 come compagnia per i voli charter e dipendente direttamente dalla città di Mosca.
25% delle azioni è di proprietà dell'Governo di Mosca, 75% delle azioni è di proprietà privata.
Nel 2006 l'Atlant-Sojuz è stata la prima compagnia aerea russa sul mercato dei voli charter, quando gli aerei della compagnia hanno trasportato più di 1,14 milioni di passeggeri. Nei voli charter due concorrenti principali dell'Atlant-Sojuz sono la siberiana S7 Airlines (al terzo posto con 0,95 milioni di passeggeri/anno) e la moscovita VIM-Avia (al secondo posto con 0,98 milioni di passeggeri/anno).
La compagnia aerea moscovita ha annunciato di voler organizzare una rete dei voli regionali con gli aerei Embraer EMB 120 dall'Aeroporto di Mosca-Vnukovo per gli aeroporti russi di Brjansk, Kaluga, Lipeck, Nižnij Novgorod, Petrozavodsk, Ivanovo, Belgorod, Tambov e per gli aeroporti bielorussi di Brėst, Hrodna, Minsk.
Nel 2008 in seguito alla bancarotta della compagnia aerea russa KrasAir e delle compagnie aeree che facevano parte dell'alleanza russa AirUnion l'Atlant-Sojuz Airlines ha aperto l'hub all'aeroporto di Krasnojarsk-Emel'janovo per ripristinare i collegamenti sospesi in seguito alla crisi nel settore e contemporaneamente abbandonando l'attività dei voli cargo.
Nel 2008-2009 l'Atlant-Sojuz operava una vasta rete di voli di linea sul mercato interno russo, principalmente tra la Russia europea e la Siberia. Alla fine del 2009 il filiale di Krasnojarsk dell'Atlant-Sojuz è stato chiuso.
Nel 2009 l'Atlant-Sojuz ha trasportato 970,740 di passeggeri occupando il 12º posto tra le compagnie aeree russe ed il 9 posto nel mercato dei voli internazionali in Russia.
Il Direttore generale della compagnia aerea ha annunciato che nel 2010 l'Atlant-Sojuz effettuerà una rinomina cambiando il nome attuale. La nuova compagnia aerea si chiamerà Aviakompanija Moskva russo: Авиакомпания Москва. È stato annunciato che Aviakompanija Moskva continuerà l'espansione sul mercato nazionale ed internazionale con hub all'Aeroporto di Mosca-Vnukovo.
Il 7 luglio 2010 è stata presentata la nuova livrea di Aviakompanija Moskva che sostituirà entro la fine del 2010 l'attuale livrea sulla flotta degli Boeing 737 della compagnia aerea moscovita.
Nel periodo gennaio - luglio 2010 la compagnia aerea moscovita ha trasportato 716,809 passeggeri aumentando per un totale di 35% il traffico passeggeri rispetto allo stesso periodo del 2009. La crescita è stata dovuta in gran parte all'entrata in servizio degli aerei Boeing 737 all'inizio dell'anno.
Nel 2010 la compagnia aerea ha trasportato 1.329.600 passeggeri, il +36,97% in più rispetto al 2009, piazzandosi al undicesimo posto tra le compagnie aeree russe.
Il 11 gennaio 2011 - la compagnia aerea ha dichiarato di aver finito l'attività di voli con gli aerei Ilyushin Il-86 della sua flotta.

### Fallimento e chiusura
Il 14 gennaio 2011 - La IATA ha comunicato la insolvibilità della compagnia aerea in seguito al debito di Aviakompanija Moskva nei confronti della IATA stessa per un totale di 3,5 USD pagati alla Lufthansa per la manutenzione degli aerei nel 2010. Aviakompanija Moskva ha comunicato che dal 17 gennaio 2011 ferma la sua attività di voli di linea e charter. Inoltre, la compagnia aerea ha fatto la richiesta all'Ente dell'Aviazione Civile della Russia di trasferire tutti i diritti commerciali della compagnia aerea insieme con degli obblighi sociali del personale della compagnia aerea alla compagnia aerea russa UTair.
Il 17 gennaio 2011 la compagnia russa cessa tutte le attività e dichiara il fallimento.

## Flotta
- 2 Boeing 737-300 (VP-BBM, VP-BBL)
- 1 Boeing 737-800NG (VP-BMI)

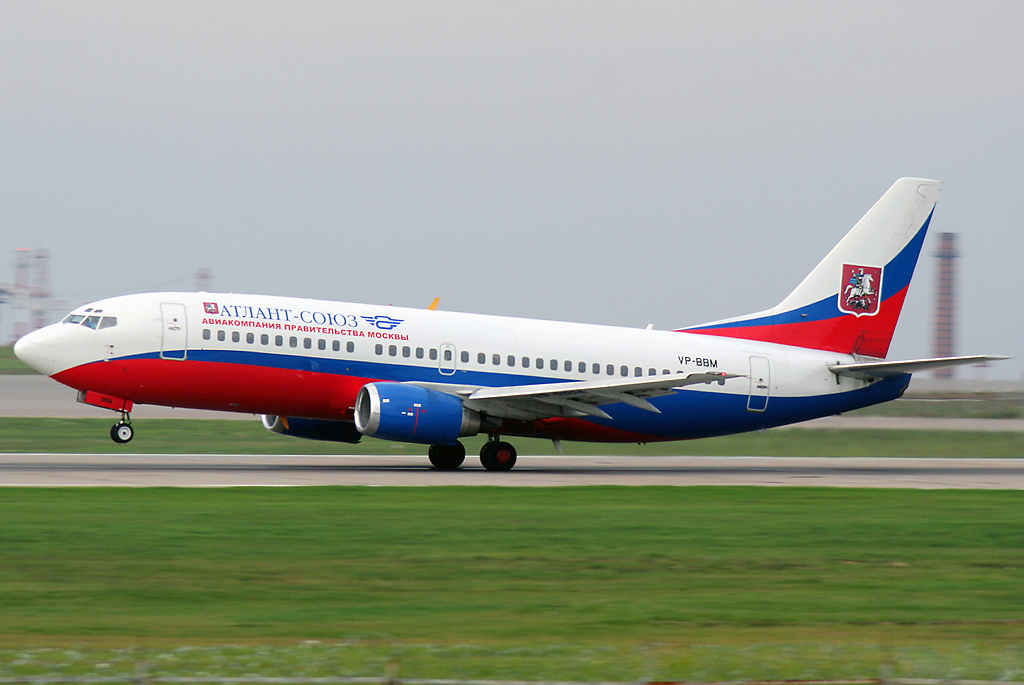
Boeing 737-300 della Atlant-Sojuz

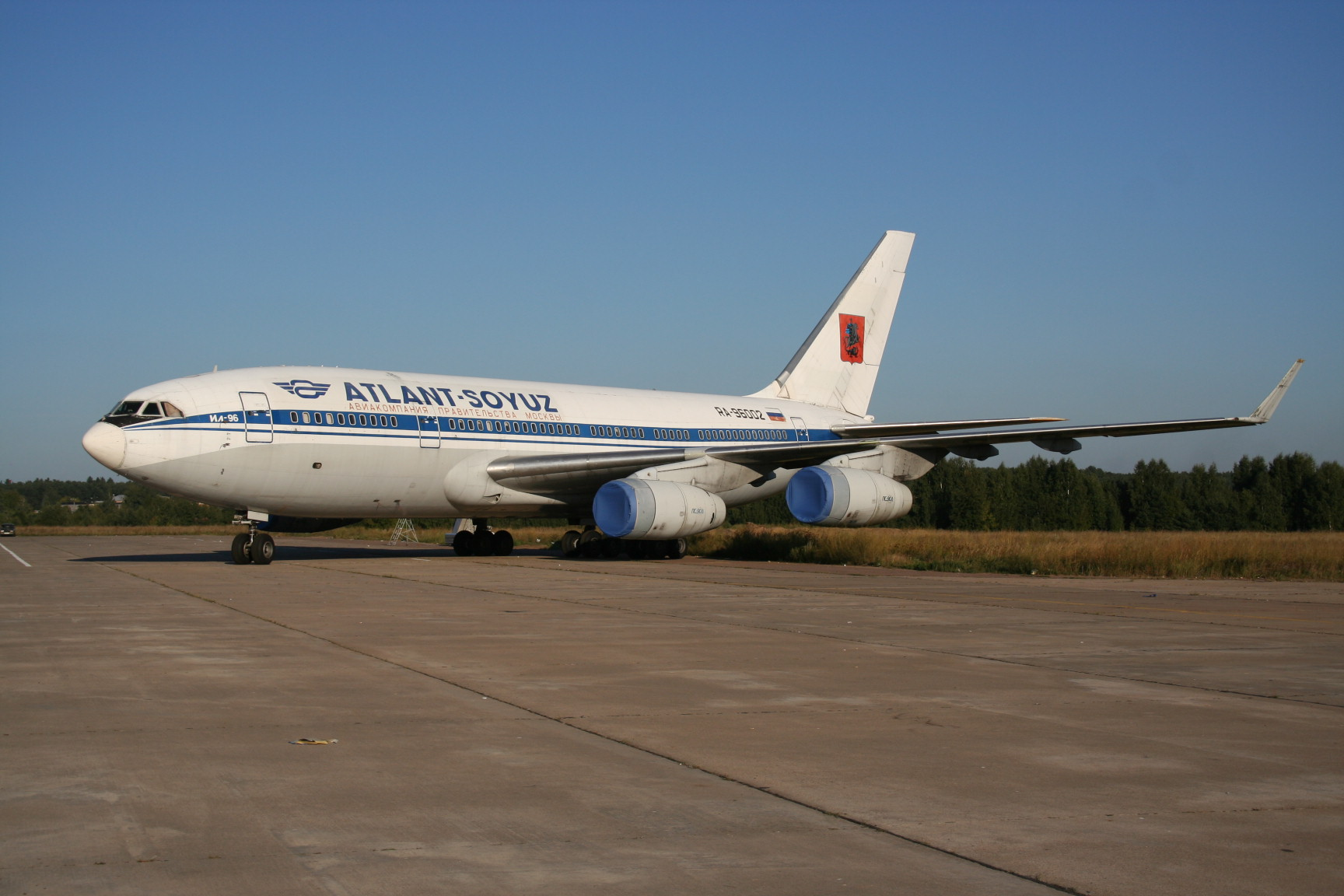
Ilyushin Il-96-300 dell'Atlant-Sojuz nella storica livrea.

- 3 Embraer EMB 120ER/RT (RA-02851, RA-02852, RA-02854, RA-02856)
- 2 Tupolev Tu-154M (RA-85709, RA-85740 (versione VIP))[9]

## Flotta storica
- Antonov An-12
- Embraer EMB 120RT Brasilia
- Ilyushin Il-76
- Ilyushin Il-86
- Ilyushin Il-96-300
- Ilyushin Il-96-400T

## Incidenti
- Il 20 gennaio 2007 un volo charter internazionale Mosca-Vnukovo (Russia) - Ufa (Russia) -Baghdad (Iraq) dell'Atlant-Sojuz operato con un Tupolev Tu-154M (RA-85709) dopo aver fatto il rifornimento all'Aeroporto di Ufa, in Baschiria, si è scontrato con un autobus aeroportuale sulla pista alle 5:10 (ora locale) prima di decollare per Iraq. Nessuno dei 64 passeggeri e 12 membri d'equipaggio del velivolo ha riportato i danni. L'incidente è stato causato dalla posizione dell'autobus aeroportuale nella zona di decollo. In seguito all'incidente l'aereo ha danneggiato gravemente un'ala ed i passeggeri sono partiti con un altro velivolo della compagnia aerea russa giorno dopo.
- Il 5 maggio 2007 un volo charter internazionale Mosca-Vnukovo (Russia) - Sharm el-Sheikh (Egitto) della Atlant-Sojuz operato con un Ilyushin Il-86 si è scontrato sull pista prima di decollare con una gru dell'aeroporto. Nessuno dei 334 persone al bordo è rimasto ferito in seguito all'incidente. L'aereo ha riportato seri danni all'ala.